# Park Stanisława Moniuszki w Poznaniu
Park Stanisława Moniuszki w Poznaniu (dawniej Park J.W.Goethego, w latach 1919–21 Park Miejski) – zabytkowy park o powierzchni 2,2 ha położony w centrum Poznania, zlokalizowany między ulicami Libelta, Noskowskiego, Chopina i Al. Niepodległości. 

## Historia
Obok Parku Wilsona jest to najstarszy tego typu obiekt w mieście. Powstał w około 1870 roku jako ogród prywatny, w 1905 roku został odkupiony od radcy Fehlana przez miasto i zamieniony na ogród publiczny (wówczas miał 1,7 hektara i potocznie nazywany był Parkiem Fehlana). Od tego czasu był kilkakrotnie przebudowany (m.in. wymieniono ogrodzenie drewniane na metalowe, dosadzono rododendrony, azalie pontyjskie, portugalskie śliwy wawrzynowe i magnolie). Oficjalne udostępnienie odbyło się 2 sierpnia 1905. Wejście główne umieszczono u zbiegu ulic Libelta i Chopina. W 1907, w 75. rocznicę śmierci Goethego, otrzymał imię tego twórcy. W 1913 w centrum założenia posadowiono rzeźbę W kąpieli autorstwa Maxa Klingera, zakupioną w 1908 ze środków żydowskiej fundacji Samuela Jaffego. Była to jedna z czterech brązowych kopii oryginału stojącego w Muzeum Miejskim w Lipsku. Obecny wygląd parku datuje się na rok 1946, kiedy to otwarto go po silnych zniszczeniach wojennych (toczyły się tutaj ciężkie boje o Cytadelę). Kwietniki zastąpiono wtedy rozległymi trawnikami, buki przetrzebiła artyleria. W wyniku powojennych zaniedbań i mrozów wyginęły zasadzone w nim wcześniej magnolie, różaneczniki, żywotniki i cyprysiki. Na obecny drzewostan parku składają się grab, dęby szypułkowe i grochodrzewy. W latach 1953–1955 gnieździło się w nim 10 gatunków ptaków – szpaki, kosy, sikory, muchołówki, pleszki oraz pokrzewka czarnołbista.
Na terenie parku znajduje się pomnik Stanisława Moniuszki z 1924 roku, wykonany przez Marcina Rożka – dar Związku Śpiewaków i prezydenta Cyryla Ratajskiego (zniszczony przez nazistów i odbudowany po wojnie przez Edwarda Haupta). W 1923 roku odsłonięto w parku popiersie Fryderyka Chopina, które w 1961 roku przeniesiono do parku jego imienia. 
Przy ul. Chopina przez wiele lat funkcjonował konsulat USA, którego okolice były nieformalnym miejscem spotkań opozycji w czasach PRL. Przy tej samej ulicy stoi dom, w którym mieszkał Cyryl Ratajski (upamiętnia to stosowna tablica).